# Municipio de Burr Oak (Dakota del Sur)
El municipio de Burr Oak (en inglés: Burr Oak Township) es un municipio ubicado en el condado de Beadle en el estado estadounidense de Dakota del Sur. En el año 2010 tenía una población de 43 habitantes y una densidad poblacional de 0,46 personas por km².

## Geografía
El municipio de Burr Oak se encuentra ubicado en las coordenadas 44°14′21″N 98°38′35″O / 44.23917, -98.64306. Según la Oficina del Censo de los Estados Unidos, el municipio tiene una superficie total de 94.1 km², de la cual 93,91 km² corresponden a tierra firme y (0,2 %) 0,19 km² es agua.

## Demografía
Según el censo de 2010, había 43 personas residiendo en el municipio de Burr Oak. La densidad de población era de 0,46 hab./km². De los 43 habitantes, el municipio de Burr Oak estaba compuesto por el 100 % blancos. Del total de la población el 16,28 % eran hispanos o latinos de cualquier raza.